# Рухи за відокремлення Техасу
Рухи за відокремлення Техасу — політичні та суспільні рухи що ставлять совєю метою вихід штату Техас із складу США.
Конституція Сполучених Штатів не розглядає можливість відокремлення штатів, тому це питання було предметом дискусій від кінця революційної війни за незалежність аж до громадянської війни, коли Верховний суд ухвалив рішення, що штати не мають законного права на відокремлення. Сучасні спроби розколу існували в штаті, принаймні, з 1990-их років. Серед них виділяють організацію Республіка Техас, засновану Річардом Ланс Маклареном, і пізніше Рух націоналістів Техасу, який очолий Даніел Міллер.

## Розкол в Сполучених Штатах

Громадянський та військовий прапор уряду Техасу 1816—1817

Прапор Республіки Техас 1836—1839

сучасний прапор Техасу

Обговорення про право штатів США відокремитися від союзу почалося незабаром після американської війни за незалежність. Конституція Сполучених Штатів не розглядає відокремлення. Кожна колонія виникла завдяки окремим грандам від британської корони і розвинула відносно різні політичні та культурні інститути з пріоритетом національної незалежності. Крейг Лернер написав, що Стаття про верховенство Конституції виступає проти права на відділення, але Стаття про Гарантію республік вказує на те, що федеральний уряд не може утримувати штат від відокремлення за умови, що той підтримує республіканську форму правління.
Питання залишалося відкритим ще десятиліття до початку громадянської війни. У 1825 році Алексіс де Токвіль відзначив: "Якби сьогодні один з цих самих штатів хотів би викреслити своє ім'я з договору, було б вельми важко довести, що він не може зробити цього. Щоб побороти це, федеральний уряд не мав би очевидної підтримки в будь-якій силі або законі. "Проте, Джозеф Сторі писав в 1830 році в коментарі до Конституції, що документ виключив право відокремлення. Напередодні громадянської війни, президент Авраам Лінкольн стверджував, що держави не були суверенними до Конституції, але, натомість, вони були створені нею.
Поточний Верховний Суд прецедент вважає, що держави не можуть відокремитися від союзу актом штату. Зовсім нещодавно, суддя Верховного суду Антонін Скаліа заявив, що «якби хоча б якесь конституційне питання вирішила громадянська війні, то не було б жодного права відокремитися.»
Республіка Техас (19 століття)
Техас відокремився від Мексики в 1836 році, підбурюваний головним чином американськими поселенцями на колишній мексиканській території проти уряду Санта-Анни. Після остаточних домовленостей в Сан-Ясінто в 1836 році, було дві різні бачення майбутнього Техасу: один, як частина Сполучених Штатів, а інший — як незалежна республіка. Сем Хьюстон висунув свою кандидатуру першим, оскільки він відчував, що ця нова незалежна країна, якій значно не вистачає коштів і яка досі отримує погрози від Мексики, не змогла б вижити самостійно. Другим президентом Техуса став Мірабо B. Ламар, який знав, що це була доля Техасу бути нацією, яка простягається від кордону Луїзіани до Тихого океану. З цієї причини, Ламар вважається батьком націоналізму Техасу.
Республіка під час правління Ламара накликала на себе величезний кредит, і страждала від слабкої економіки і неадекватного захисту, що призвело до анексії Техасу Сполученими Штатами в 1845 році. З тих пір, часи, коли штат був незалежною нацією, стали основою міцного відчуття національної ідентичності.

## Відокремлення від Сполучених Штатів до Громадянської війни
Історія Техасу в громадянській війні відрізняється від решти штатів півдня, частково через те, що він був незалежним раніше. Велика частина невдоволення Техасу не тільки зв'язана з опозицією Лінкольну та його баченням про права штатів (які вони також розглядаються як порушення договору анексії), але і тому, що вони не вважали, що Вашингтон виправдав обіцянки включення штату в країну в рамках анексії. У 1861 році Сем Хьюстон все ще рішуче підтримував їх, залишаючись в Сполучених Штатах, насамперед з економічних і військових причин. Проте, ті розколи використовували не тільки елементи з історії США, наприклад, американської революції і Конституції, а й Техаської революції і елементи з історії Республіки Техас.
У 1861 році відомий референдум проголосував за відокремлення, Техас став сьомим і останнім штатом, який це зробив. Деякі хотіли відновити Республіку Техас, але ідентичність з Конфедерацією сприйняли. Це призвело до заміни головних тем в Техасі на теми конфедерації, в тому числі релігійного обґрунтування цього в проповідях, які часто вимагали прохачі. Перенесення на прапор Сполучених Штатів було в надії досягти включення, яке розглядали ті, кому відмовив Вашингтон. Проте, ця зміна ніколи не була завершеною. Клейтон Е. Джьюетт писав в Техасі в Конфедерації: Експеримент в будівництві нації, чия ідентичність залишилась, якось відокремлюється від решти конфедерації. Джеймс Мартін писав: Лояльність та інакомислення в самотньому штаті, 1856—1874, що він вів боротьбу між лояльністю до Конфедерації, інакомисленням та його амбівалентністю, цього може бути досить, щоб забезпечити поразку Півдня.
Під час війни Техас був позбавлений більшості фактичних бойових дій, і тільки Галвестон бачив військову взаємодію з силами Союзу. Однак, війна дійсно завдала серйозної шкоди на шляху до хронічного дефіциту, відсутності чоловіків вдома, які б вели економіку, військової невдачі і страху вторгнення. Хоча Лінкольн визнав історію Техасу як незалежну державу, його визначення Союзу означало, що Техас назавжди став суб'єктом Конституції.

## Від Громадянської війни до 1890-х
Після закінчення громадянської війни, техасці підтримували «бунтівника» або конфедератів ідентичності замість того, щоб бути єдиним штатом, кидаючи виклик Сполученим Штатам. Після громадянської війни він надав притулок для інших в Конфедерації, які покидали так звану розруху. Відтоді і до сьогодні, міфологія «Втраченої причини» продовжилась в Техасі та інших областях Півдня. Однак, здебільшого, відверте обговорення права штатів відокремитися завершилось, замінено іншою міфології, заснованої на неподільності території. Це не стало завершенням ідентичності Техасу, і, принаймні, відрізнялося від решти Сполучених Штатів. На відміну від південних штатів, Техас почав підкреслювати свою ковбойську спадщину і зв'язок з південним заходом США, навіть впливав на ідентичність США в 20-м столітті. Для багатьох техасців, історія Республіки Техас вважається часом незалежності і самовизначення часто у протиставленні з втручанням федерального уряду в Вашингтоні. Техас вимагає цей курс в історії держави в сьомому класі, де ці ідеї можна знайти. У 1990-ті роки, Техас почав використовувати гасло «Техас. Це як ціла інша країна», особливо у внутрішніх оголошень для туризму, і все ще можна побачити і сьогодні. Проте, в уяві громадян залишається розкол у поглядах Техасу як держави і нації, які Х'юстон і Ламар мали в 19 столітті. Обох можна розглядати як конфлікт між сільськими і міськими жителями Техасу, але бачення Ламара можна прослідити в містах також. Техас не приєднався до святкувань з нагоди 150-річчя громадянської війни, оскільки вважалось, що це може нагадати про старі незагоєні рани.

## Від 1990-их до сьогодення

### Організація Республіки Техас
Було зроблено чимало зусиль, щоб спричинити розкол у штаті, принаймні, з 1990-их років. В той самий час, Річард Ланс Макларен заснував організацію Республіки Техас, яка розташовувалась на території його власності, що носила назву Девіс Маунтейнс Різорт, в графстві Джеф Девіс, і яка стала найбільш активною і впливовою групою з розколу в ті часи. Очевидно, члени організації стверджували про те, що Сполучені Штати анексували Техас нелегально, і вважали, що його тримають у полоні. Організація була як альтернативний уряд, заснований на принципах обмежених сил.
Макларен мав як прихильників, так і ворогів. Його прихильники в загальному вірили, що глобалізація була загрозою конституційним правам і виступала проти принципів християнства. Тактики групи включали в себе заставу майна, відмову від штатної і федеральної влади, і відкриття так званих «посольств». Макларенс мав таку кількість майна, що було під заставу, що клерк графства виділив для нього окремий кабінет. Члени Республіки Техасу групи перерахували скарги перед урядом США, наприклад, звинувативши уряд в корумпованій судовій системі, язичництві і створенні незаконних договорів і позашлюбних агентств. Члени групи також заявили, що уряд США встановив себе над народом і здійснив свій глобальний вплив незаконно проти Конституції.
Влітку 1996 року, судові заборони та інші судові процеси проти Макларена здійснювались повним ходом. У липні того ж року, Макларен провів прес-конференцію в кварталі від державного суду в Остіні про те, що він відмовився з'явитися там, тому що він не визнає легітимність суду. Федеральний сядду помістив Макларена до в'язниці на місяць за те, що той не з'явився у суді. Після його звільнення, висловлювання Макларена посилилися. У березні 1997 року він писав до федерального уряду з вимогою видачі 93 трильйонів доларів відшкодування збитків в Техасі за громадянської війни. До цього часу, організація Республіка Техас була розділена на три фракції. Коли двох членів групи арештували, Макларен взяв двох заручників і знаходився з озброєними прихильниками на території своєї власності, що призвело до протистояння з Департаментом громадської безпеки Техасу. Проте, облога завершилась і Макларен з дванадцятьма іншими членами організації здалися без вияву насилля. У листопаді того ж року, Макларен був визнаний винним у викраденні і був засуджений до 99 років позбавлення волі. Макларена також визнали винним в шахрайстві федерального поштового і банківського шахрайства в окружному суді Північного округу штату Техас в Далласі.

### Національний рух Техасу
Національний рух Техасу, очолюваний Деніелом Міллером, розвинувся з однієї з фракцій старої Республіки Техас в пізніх 1990-их і до ранніх 2000-их. Проте, організація відділила себе від Республіки Техас і тактик Макларена, натомість схиляючись більше до політичних, аніж до конфронтаційних чи насильницьких рішень. Група має свої філії в більшій частині штату.
Згідно з її веб сайтом, метою Руху Націоналістів Техасу є "повна і загальна політична, культурна та економічна незалежність Техасу ". На відміну від свого попередника, група має намір миролюбно працювати з нинішньою політичною системою, і відмовитися від застосування сили для досягнення своїх цілей. Рух Націоналістів Техасу це некорпоративна асоціація за законами штату Техас. Організація зосереджується на політичній підтримці та адвокатії, а також на освіті, що торкається теми відокремлення. В січні 2013 року, члени оргацізації з'їхалися в столиці штату, Остін, щоб висунути резолюцію. Рух Націоналістів Техасу отримав кошти від російського уряду некомерційним шляхом, антиглобалізаційний рух Росії.

### Інші обговорення розколу з 2012 року
Губернатор Рік Перрі, на політичному мітингу в 2009 році, розглянув можливість відокремлення. Під час мітингу люди з натовпу почали скандувати «відокремитись! Відокремитись!», на що Перрі відзначив: «Якщо Вашингтон продовжить втручатися в життя американців, то ви знаєте, хто знає, що з цього може вийти.» Перрі згодом пояснив, що коментар був сказаний у стані шоку і що він у жодному разі не підтримує відокремлення. Його зауваження зазнало чималої критики від урядових осіб, таких як Джеф Мак і Джой Вейсентал. Після того, як коментар Перрі висвітлили в новинах, близько 1 з 3 опитаних громадян вважали, що Техас має право на відокремлення від Сполучених Штатів, хоча тільки 18 % підтримали відокремлення, а 75 % виступили проти нього.